# Базофіли

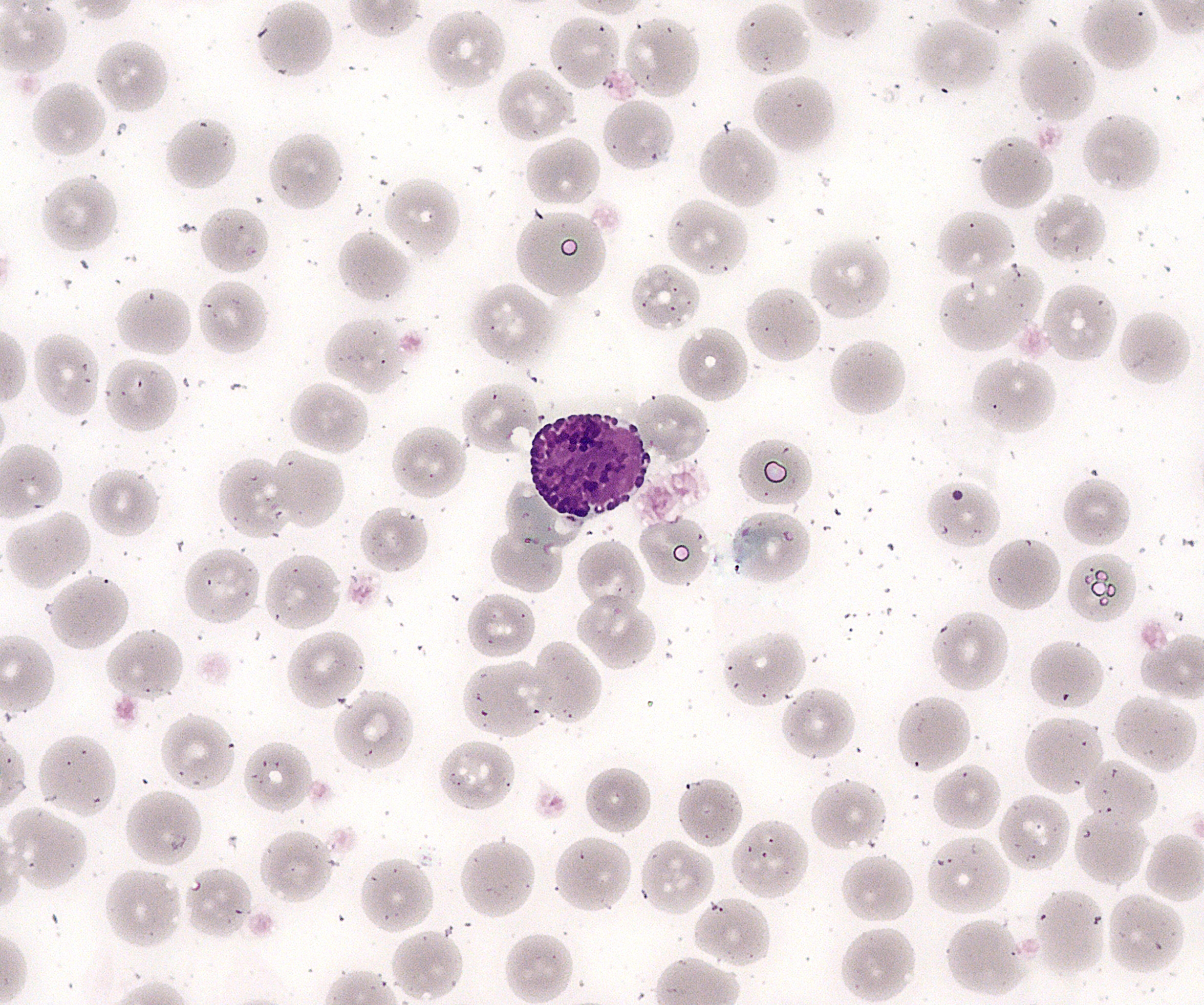
Базофіл у крові. Фарбування за Романовським.

Базофіли (basophilus) — клітини крові синього забарвлення, що становлять менше 0,5 % від загальної кількості всіх циркулюючих лейкоцитів. Належать до гранулоцитів (цитоплазма зерниста) — невеликі клітини, живуть у крові 2 доби, мають посегментовані ядра, нездатні до розмноження.
Терміном «базофіли» позначають один з видів лейкоцитів крові, а також один з видів клітин передньої частки гіпофіза. У вузькому розумінні — одна з форм лейкоцитів хребетних тварин.

## Функція
Головна функція базофілів полягає в реакціях гіперчутливості негайного типу. Вони також беруть участь у реакціях гіперчутливості сповільненого типу через лімфоцити, у запальних, алергічних реакціях, в регуляції проникнення судинної стінки. Клітини, в цитоплазмі яких містяться зерна, що забарвлюються основними (лужними) барвниками. Базофіли відповідають за виділення гістаміну — одного з гормонів алергії, що сприяє розширенню судин, спазму бронхів. Їхню дію сповільнюють та блокують інші клітини крові — еозинофіли.
Особливістю є те, що вони у цитоплазмі мають численні базофільні гранули, що містять кислий мукополісахарид гепарин, що запобігає зсіданню крові та розчеплює жири в плазмі.

## Відхилення від норми
Підвищена кількість базофілів (базофілія) при:
- Хворобах крові (гострий лейкоз, хронічний мієлолейкоз, справжня поліцитемія, лімфогранулематоз)
- Хронічних запальних станах шлунково-кишкового тракту, виразковому коліті
- Мікседемі
- Хронічному синуситі
- Вітряній віспі, натуральній віспі
- Алергічних реакціях (на введення чужорідного білка, гіперчутливість на їжу)
- Гемолітичних анеміях
- У результаті дії естрогенів, антитиреоїдних препаратів
- Хворобі Ходжкіна

Знижена кількість базофілів (базопенія) при:
- Тяжких гострих інфекційних хворобах
- Гіпертиреозі
- Овуляції, вагітності
- Стресі
- У результаті дії кортикостероїдів
- Синдромі Кушинга